# Belle of the ballet
Belle of the ballet is een Britse stripreeks, geschreven door George Beardmore en getekend door John Worsley en later Stanley Houghton. Deze strip werd vanaf 1952 gepubliceerd in de Britse pers. De strip werd ook vertaald naar het Frans en verscheen in Frankrijk in het magazine Line en in twee albums bij uitgeverij Dargaud (in 1958 en 1959).

## Inhoud
Belle Auburn is een jonge leerlinge in dansschool Arenska. De strip Belle of the ballet verhaalt hoe ze uitgroeit tot een van de sterren van het gezelschap en optreedt over de ganse wereld. De strip bevat zowel sentimentele als misdaadverhalen.